# جورج كليمنصو
جورج بنجامين كليمنصو(1841 - 1929) (بالفرنسية Georges Benjamin Clemenceau). رجل دولة فرنسي، وطبيب وصحفي. اُنتخب مرتين لرئاسة الحكومة الفرنسية رئيسا للوزراء الثاني والسبعين للمرة الأولى في الفترة بين 1906 - 1909 والرئيس الخامس والثمانين للمرة الثانية في الفترة الحرجة بين 1917 - 1920، إذ قاد فرنسا خلال الحرب العالمية الأولى. كان أحد أقوى المساهمين في معاهدة فيرساي وقد لقب بالكثير من الألقاب منها أبا النصر والنمر.

## سنواته الأولى
ولد سنة 1841م في مويلييرو أون باريه بالقرب من لاروش سوريون في إقليم فونديه على الساحل الغربي لفرنسا، بدأ حياته بدراسة الطب في باريس، ولكنه تركه وذهب إلى الولايات المتحدة عام 1865م، حيث مارس الصحافة والتعليم بعض الوقت، وتزوج من أمريكية، وفي عام 1869م عاد إلى فرنسا وانتخب رئيساً لبلدية مورنمارتر (1870 ـ 1871م)، فعضواً في مجلس النواب (1876 ـ 1893م)، وخلال ذلك أصدر جريدة راديكالية في باريس منذ سنة 1880م اسمها العدالة، ووجه انتقادات عنيفة للوزراء لعدم كفاءتهم.
تسبب بكتاباته في سقوط عدة وزارات، أصبح عضواً في مجلس الشيوخ (1902 ـ 1920م)، ووزيراً للداخلية عام 1906م، ورئيساً للوزراء للمرة الأولى (1906 ـ 1909م)، وهو الذي نفذ الفصل بين الكنيسة والدولة، استخدم قوات الجيش في فض الإضرابات فخسر تأييد الاشتراكيين، وفي نوفمبر 1917م عينه الرئيس بوانكاريه للمرة الثانية رئيساً للوزراء ووزيراً للدفاع، وهو في السادسة والسبعين من عمره، فألف وزارة ائتلافية (لقبت بالاتحاد المقدس)، واحتفظ بمنصبيه حتى عام 1920م، وواصلت حكومته الحرب بعزم وثبات حتى إحراز النصر النهائي. ودافع كليمنصو عن مبادئ الثورة الفرنسية وقد لقب بأكثر من لقب منها (النمر، صانع النصر، مسقط الوزارات وغيرها).
حرص كليمنصو، طيلة فترة حكمه وإدارته للحرب العالمية الأولى على تأكيد أولوية المدنيين على العسكريين حتى في قضايا الحرب والسلم. ومن أقواله المأثورة: «الحرب عملية جادة لدرجة لا تسمح بتركها للعسكريين فقط».
في عام 1919م وبعد انتصار الحلفاء، ترأس كليمانصو مؤتمر الصلح في باريس، وكان من أهم معارضي الرئيس الأمريكي وودرو ويلسون، واعتبر معاهدة فرساي غير وافية لضمان سلامة فرنسا. وفي عام 1919م هزم كليمنصو في الانتخابات لأنه اعتبر متساهلاً مع الألمان. خاض عددا كبيرا من المعارك وخاصم الكاثوليك والملكيين والمعتدلين والاشتراكيين.

## بداية الجمهورية الفرنسية الثالثة
عاد كليمنصو إلى باريس بعد الهزيمة الفرنسية في معركة سيدان في عام 1870 خلال الحرب الفرنسية البروسية وسقوط الإمبراطورية الفرنسية الثانية. بعد عودته إلى ممارسة الطب في فينديي، عُيِّن عمدة الدائرة 18 في باريس، بما في ذلك مونمارتر، وانتُخب أيضًا في الجمعية الوطنية في الدائرة 18. عندما استولت حكومة كومونة باريس على السلطة في مارس عام 1871، حاول كليمنصو، من دون جدوى، التوصل إلى حل وسيط بين الزعماء الأكثر تطرفًا والحكومة الفرنسية الأكثر محافظة. أعلنت كومونة باريس افتقار كليمنصو لأية سلطة قانونية لتولي منصب العمدة والاستيلاء على مبنى البلدية في الدائرة 18. خاض الانتخابات في مجلس البلدية في باريس، لكنه حصل على أقل من ثمانمائة صوت ولم يشارك في الحكم. كان في مدينة بوردو عندما قُمِعَت الكومونة من قبل الجيش الفرنسي في مايو عام 1871.
بعد سقوط كومونة باريس، انتُخِبَ لعضوية المجلس البلدي في باريس في 23 يوليو من عام 1871 عن حيّ كلينانكورت، واحتفظ بمقعده في المجلس حتى عام 1876. وشغل بدايًة منصب وزير ونائب الرئيس، ثم أصبح رئيسًا في عام 1875.

### مجلس النواب
في عام 1876، وقف كليمنصو في مجلس النواب (الذي حلّ محلّ الجمعية الوطنية في عام 1875) وانتُخِبَ في الدائرة الثامنة عشرة. وقد انضّم إلى أقصى اليسار، وسرعان ما جعلته طاقاته وفصاحته البليغة زعيم الحزب الراديكالي. وفي عام 1877، وبعد أزمة 16 مايو من ذات العام، كان كليمنصو من بين الأغلبية الجمهورية التي أدانت وزارة دوك دي بروغلي. وقاد حركة مقاومة للسياسة المناهضة للجمهورية والتي اعتُبرت حادثة 16 مايو تجسيدًا لها. وفي عام 1879، كان لطلبه بتوجيه الاتهام إلى وزارة بروغلي سبباً في إبراز دوره الهام.
في عام 1880، أطلق كليمنصو صحيفته «لا جستس»، والتي أصبحت الأداة الرئيسية للراديكالية الباريسية. منذ ذلك الحين، طوال فترة رئاسة جول كريفي (1879 – 1887)، أصبح كليمنصو معروفًا على نطاق واسع باعتباره ناقدًا سياسيًا ومُدمّرًا للوزارات (لي تومبر دو مينيستريز) والذي تجنّب تولّي أي منصب داخلها. بقيادته لحزب أقصى اليسار في مجلس النواب، كان معارضاً نَشِطاً للسياسة الاستعمارية لرئيس الوزراء جول فيري، الذي عارضه على أسس أخلاقية وكذلك كشكل من أشكال التحوّل عن الهدف الأكثر أهمية «الانتقام ضد ألمانيا» لضم ألزاس ولورين بعد الحرب الفرنسية البروسية. في عام 1885، ساهم انتقاده لإدارة الحرب الصينية الفرنسية بشكل واضح في سقوط حكومة فيري في ذلك العام.
خلال الانتخابات التشريعية الفرنسية في عام 1885، دعا إلى برنامج راديكالي قوي، إذ أُعاد مقاطعة دراجوينان إلى مقعده القديم في باريس وفار. واختار تمثيل الأخير في مجلس النواب. برفضه تشكيل وزارة لتحلّ محل الوزارة التي أطيح بها، أيّد كليمنصو الحق في إبقاء رئيس الوزراء تشارل دي فريسينيت في السلطة في عام 1886، بالإضافة إلى أنه كان مسؤولًا عن إدخال جورج إرنست بوولنجر في حكومة فريسينيت في منصب وزير الحرب. عندما كشف الجنرال بوولنجر نفسه كشخص طموح، سحب كليمنصو دعمه وأصبح معارضًا قويًا لحركة بولانجست غير المنتظمة، على الرغم من أن الصحافة الراديكالية استمرت في مناصرة الجنرال بولانجست.
من خلال كشفه لفضيحة ويلسون، ومن خلال حديثه الشخصي، ساهم كليمنصو إلى حد كبير في استقالة جول كريفي من رئاسة فرنسا في عام 1887. وقد رفض طلب كريفي في تشكيل مجلس وزراء بعد سقوط مجلس وزراء موريس روفييه بإسداء النصح لأتباعه بالتصويت ضد شارل فلوكيه وجول فيري وتشارل دي فريسينيت، وكان مسؤولًا في المقام الأول عن انتخاب «منافس ضعيف» وهو ماري فرانسوا سعدي كارنو، بمنصب رئيس.
أدى الانقسام في الحزب الراديكالي على حكومة بوولنجر إلى إضعاف سلطته، وكان انهياره يعني أن الجمهوريين المعتدلين لم يحتاجوا إلى مساعدته. وقد حدثت مشكلة أخرى في قضية بنما، إذ أدّت علاقات كليمنصو مع رجل الأعمال والسياسي كورنيليوس هيرز إلى إثارة الشك العام. ردًّا على اتهامات متعلقة بالفساد وجّهها السياسي القومي بول ديروليه، خاض كليمنصو مبارزة معه في 23 ديسمبر في عام 1892. حينها أُطلقت ست طلقات لكن لم يصب أي من المشاركين.
بقي كليمنصو المتحدث الرئيسي للراديكالية الفرنسية، لكن عداءه للتحالف الفرنسي الروسي قد أضعف شعبيته لدرجة أنه في الانتخابات التشريعية الفرنسية عام 1893، هُزِم بسبب مقعده في مجلس النواب، بعد أن كان قد احتفظ به بشكل مستمر منذ عام 1876.

### قضية دريفوس
بعد هزيمته في عام 1893، حصر كليمنصو أنشطته السياسية ضمن ميدان الصحافة لما يقرب من عقد من الزمن. كانت مهنته أكثر غموضًا بسبب قضية دريفوس التي استمرت لفترة طويلة، والتي شارك فيها في دعم إميل زولا وفي معارضة الحملات القومية المعادية لليهود. في المجمل، نشر كليمنصو 665 مقالًا دافع فيهم عن دريفوس خلال القضية.
في 13 يناير عام 1898، نشر كليمنصو مقال كتبه إميل زولا بعنوان «أنا أتهم...!» في الصفحة الأولى لصحيفة «لورور» اليومية في باريس، والتي كان كليمنصو صاحبها ومحررها. قرّر إدارة المقال المثير للجدل، والذي سيصبح جزءًا مشهورًا من قضية دريفوس، على شكل خطاب مفتوح إلى رئيس فرنسا، فيليكس فور.
في عام 1900، انسحب كليمنصو من صحيفة «لا جستس» وذلك لعمل مراجعة أسبوعية لصحيفة «لو بلوك» والتي كان، عملياً، المساهم الوحيد بها. استمرت الصحيفة في النشر حتى 15 مارس من عام 1902. في 6 أبريل عام 1902، انتُخِب سيناتور لمنطقة فار في دراجوينان، على الرغم من أنه كان قد دعا سابقًا إلى قمع مجلس النواب الفرنسي، إذ اعتبره مقرًا قويًا لحزب المحافظين. شَغِلَ منصب عضو مجلس الشيوخ عن مدينة دراجوينان حتى عام 1920.
جلس كليمنصو مع «الحزب الراديكالي المستقل» في مجلس النواب وترأس مواقفه، على الرغم من أنه ما يزال يدعم وزارة الحزب الراديكالي الاشتراكي لرئيس الوزراء إميل كومبس بشكل كبير، الذي قد قاد الكفاح الجمهوري المناهض لرجال الدين (مقاومة الإكليروسية). في يونيو عام 1903، تولّى إدارة صحيفة «لورور»، التي قد أسّسها في الأصل. من خلالها، قاد حملة تهدف لإعادة النظر في قضية دريفوس، من أجل دعم فكرة الفصل بين الكنيسة والدولة في فرنسا. نُفّذ هذا الفصل بموجب القانون الفرنسي لعام 1905 بشأن الفصل بين الكنائس والدولة.

### منصب رئيس الوزراء للمرة الثانية
في نوفمبر عام 1917، في واحدة من أقسى الفترات للمجهود الحربي الفرنسي في الحرب العالمية الأولى، عُيّن كليمنصو رئيسًا للوزراء. على خلاف أسلافه، فقد أحبط الخلاف الداخلي ودعا إلى السلام بين كبار السياسيين.

#### 1918: هجوم الربيع الألماني (معركة القيصر)
في 21 مارس من عام 1918، بدأ الألمان هجوم الربيع العظيم. انتفض الحلفاء وخلقت فجوة في التنظيم البريطاني/الفرنسي، ما أدّى إلى نشر الذعر بينهم من فكرة تسهيل وصول الألمان إلى باريس. عزّزت هذه الهزيمة اعتقاد كليمنصو، إلى جانب العديد من الحلفاء الآخرين، بضرورة وجود قيادة موحدة ومنسقة بينهم. على إثر ذلك، تقرّر تعيين فرديناند فوش بمنصب القائد العام.
واصل الجيش الألماني زحفه، واعتقد كليمنصو أنهم لا يمكنهم استبعاد فكرة سقوط باريس. كان من المعتقد بأنه في حال بقي «النمر» وكذلك فوش وفيليب بيتان في السلطة، لأسبوع آخر، ستسقط فرنسا في الحال. كذلك الأمر، اعتقد البعض أن الحكومة برئاسة أريستيد برايان ستكون أكثر إفادة لفرنسا، لأنه سيتعامل مع ألمانيا بشكل سلمي. عارض كليمنصو هذه الآراء بشكل كبير، وألقى خطابًا ملهمًا في مجلس النواب؛ وبعد ذلك صوّت المجلس لصالحه بأغلبية 377 صوتًا مقابل 110 أصوات، إيمانًا منهم بكليمنصو.

#### 1918: هجوم المائة يوم والهدنة
عندما بدأت هجمات الحلفاء وتراجع الألمان إلى الوراء، أصبح من الواضح أن الألمان لم يعد بإمكانهم الانتصار في الحرب. على الرغم من أنهم ما زالوا يسيطرون على مساحات شاسعة من الأراضي الفرنسية، إلا أنهم افتقروا إلى الموارد والقوى البشرية الكافية لمواصلة هجومهم. عندما بدأت الدول المتحالفة مع ألمانيا بطلب الهدنة، كان من الواضح أن ألمانيا أيضًا ستقوم ذلك قريبًا. في 11 نوفمبر من عام 1918، وُقعّت الهدنة مع ألمانيا. احتضن الشعب كليمنصو في الشوارع معجبين بما قدمه لهم. لقد كان كليمنصو قائدًا قويًا ونشطًا وإيجابيًا وكان مفتاح انتصار الحلفاء في عام 1918.

## سنواته الأخيرة
اعتزل كليمنصو في كوخ صغير يشرف على المحيط الأطلسي في مقاطعته فونديه ندييه (فاندي)، وانصرف إلى القراءة والتأليف، وعاش حياة هادئة نسبياً، وتوفى في 24 نوفمبر 1929م عن 88 عاماً.

## وصلات خارجية
- جورج كليمنصو على موقع IMDb (الإنجليزية)
- جورج كليمنصو على موقع الموسوعة البريطانية (الإنجليزية)
- جورج كليمنصو على موقع إن إن دي بي (الإنجليزية)
- جورج كليمنصو على موقع قاعدة بيانات الفيلم (الإنجليزية)

- كليمنصو، جورج(1841-1929) - موسوعة المورد، منير البعلبكي، 1991
- كليمنصو (جورج ـ) - الموسوعة العربية